# Finca Sonador
Finca Sonador es una comunidad rural en el sur de Costa Rica, que se formaba en los tempranos años ochenta por el asentamiento de refugiados de la guerra civil en El Salvador y campesinos sin tierra de Costa Rica, en un territorio de 800 hectáreas. En los últimos años se ingresaban sobre todo familias indígenas.
Primero las familias explotaban sus parcelas con métodos tradicionales de la agricultura subsistencíal. Poco a poco se plantaban café, caña de azúcar y otras culturas para la venta. En los últimos años algunas familias cambiaban a agricultura ecológica.
- Datos: Q390419